# Oliver Polzer

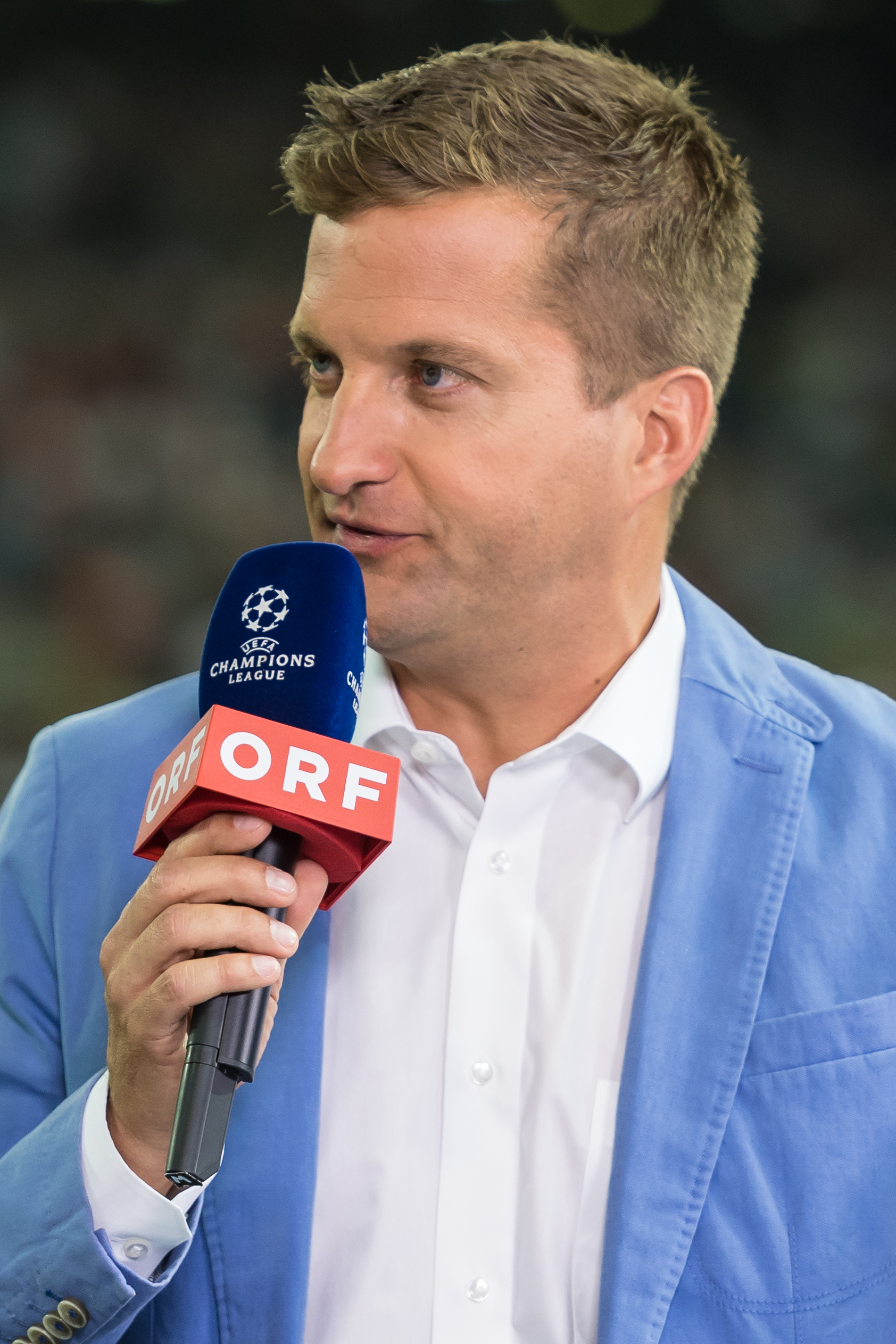
Oliver Polzer (2016)

Oliver Polzer (* 28. Dezember 1972 in Wien) ist ein österreichischer Sportmoderator und -Kommentator beim ORF.

## Leben und Karriere
1991 schloss er die Schule mit der AHS-Matura am Wiener Piaristengymnasium ab und studierte anschließend Internationale Betriebswirtschaft, jedoch ohne Abschluss. Danach wurde er 1996 freier Mitarbeiter bei der ORF-Sportredaktion. Oliver Polzer ist für den ORF in den Bereichen Fußball, Ski Alpin (Herren) und Tennis aktiv. Seit 1999 moderiert er in unregelmäßigen Abständen die Sendung Sport am Sonntag. Bislang wurde er unter anderem als Berichterstatter für Großereignisse, Olympische Sommer- und Winterspiele sowie für die Fußball-Weltmeisterschaften 2002, 2006, 2010, 2014, 2018 und 2022 bzw. für die Fußball-Europameisterschaften 2004, 2008, 2012,  2016, 2021 und 2024 eingesetzt. 2012 und 2021 kommentierte er das EM-, 2014 und 2022 das WM-Finale. Zudem war er als Kommentator auch schon bei einigen Europa-League- und Champions-League-Finali im Einsatz.
Seit 2006 kommentiert Polzer als Nachfolger von Robert Seeger viele Rennen des Herren-Skiweltcups. 2015 kommentierte er alle Herren-Rennen bei den Alpinen Skiweltmeisterschaften 2015 in Vail/Beaver Creek.
Im Frühjahr 2008 und 2010 nahm er an der ORF-Fußballshow „Das Match“ teil.
Seit Dezember 2019 moderiert er die Vorabendquizshow Q1 Ein Hinweis ist falsch auf ORF 1.
Polzer ist mit Kerstin Polzer verheiratet, die beim ORF Vorarlberg hauptsächlich als Moderatorin der regionalen Fernsehsendung „Vorarlberg heute“ tätig ist, hat zwei Kinder und lebt in Schwarzach in Vorarlberg.